# Giovanni Battista Sartori
Giovanni Battista Sartori (spesso indicato come Sartori-Canova; Crespano, 18 agosto 1775 – Possagno, 18 luglio 1858) è stato un vescovo cattolico, abate ed erudito italiano.
Fratello uterino del famoso scultore neoclassico Antonio Canova, Giovanni Battista nacque dal secondo matrimonio della madre dell'artista, Angela Zardo, con Francesco Sartori. Per buona parte della sua vita Giovanni Battista Sartori fu assistente, segretario e confidente del fratello, che aiutò nell'erigere il colossale Tempio di Possagno, e a cui dedicò un museo nel centro del suo paese natale, la Gipsoteca.

## Biografia
Giovanni Battista Sartori nacque a Crespano, paese della marca trevigiana (oggi frazione capoluogo del Comune di Pieve del Grappa), il 18 agosto 1775 da Francesco Sartori e Angela Zardo. Quest'ultima fu anche la madre dell'artista Antonio Canova, la quale si risposò a seguito della morte del marito Pietro Canova, avvenuta nel 1761. Giovanni Battista Sartori ricevette un'educazione classica, impartitagli al Seminario Vescovile di Padova dove, secondo Giuseppe Jacopo Ferrazzi, che ne celebrerà le esequie, gli studi classici erano insegnati con impareggiabile passione. Proprio nel seminario patavino venne ordinato sacerdote e, in seguito, divenne insegnante nello stesso istituto. L'abate Sartori fu un grande conoscitore della lingua greca antica e del latino, fu anche un abile traduttore dall'aramaico e un amante dell'arte oratoria. Le grandi doti umanistiche del Sartori ricevettero gli elogi, a suo tempo, dello scrittore Pietro Giordani, del drammaturgo Giovanni Battista Niccolini, e persino, quelle del grande poeta Giacomo Leopardi. Inoltre, il Sartori ebbe la passione per la numismatica, che coltivò durante gli anni passati a Roma come consigliere del fratellastro, arrivando a possedere una straordinaria collezione che, prima di morire, donò al Seminario di Padova in segno di gratitudine.
Nel 1801 Sartori lasciò l'insegnamento al seminario e raggiunse, assieme alla madre, il fratello a Roma; la madre non riuscì ad abituarsi ai ritmi richiesti da una città come Roma e fece presto ritorno a Crespano, mentre Giovanni Battista rimase a fianco dello scultore. Inizialmente il Sartori ebbe il compito di leggere al fratello i classici mentre questi scolpiva. In seguito, il Sartori divenne segretario del fratellastro con il compito di amministrarne il patrimonio, mettere ordine nelle compravendite immobiliari, stilare i cataloghi d'arte, curare le pubblicazioni delle incisioni e la numerosa corrispondenza dello studio. Nel tempo divenne il suo «instancabile consigliere» e lo accompagnò nei suoi viaggi a Parigi, Londra e Vienna.
Durante questi soggiorni Sartori poté sedere di fronte a Napoleone e stilare i colloqui tra l'imperatore e lo scultore, che poi riunì in un diario, e poté ammirare i marmi del Partenone che Lord Elgin aveva trasferito a Londra. Nel 1815 l'abate Sartori ebbe un ruolo fondamentale nella missione di recupero delle opere d'arte trafugate da Napoleone all'Italia nel 1796-97. Egli cooperò con il Canova che, su ordine di Pio VII e del segretario Consalvi, partì come ambasciatore italiano alla volta di Parigi, con l'obiettivo di recuperare il maggior numero di opere possibili. La fama, l'affabilità e le conoscenze in campo artistico dello scultore furono armi preziose, ma altrettanto utili risultarono le doti diplomatiche e le nozioni di numismatica del Sartori, al fine di restituire all'Italia i suoi capolavori.
Nel 1822 Antonio Canova morì e nominò il fratello erede universale dei suoi beni tramite testamento nuncupativo, ossia una dichiarazione solenne fatta in fronte a dei testimoni, con il compito precipuo di portare a termine la costruzione del colossale Tempio di Possagno. Nel 1826 Giovanni Battista Sartori, su suggerimento del cardinale Zurla, fu designato vescovo titolare di Mindo da Leone XII. Dopo la morte del fratello scultore, Giovanni Battista Sartori abbandonò Roma per stabilirsi definitivamente a Possagno, dove decise di erigere un museo in onore del fratello, cosicché il suo nome restasse per sempre legato a quello del suo paese natale. Tra il 1834 e il 1836, nel giardino di casa Canova, venne eretta la Gipsoteca di Possagno, maestoso edificio contenente i gessi dello scultore. Monsignor Sartori fu anche molto generoso verso le sue terre: edificò ponti, strade e fece costruire diverse opere di urbanistica a sue spese, tra cui il ponte di Crespano sul Lastego, che oggi porta il suo nome. A beneficiare del ritorno di Sartori furono anche diverse istituzioni, per esempio: il museo di Bassano ricevette la preziosissima corrispondenza dello scultore, alcuni disegni, ma anche busti, modelli scultorei e centinaia di libri; all'Accademia di Venezia fu donato l'Ercole e Lica e la mano del Canova; ad Asolo fu donato il Paride. Infine, prima di morire, Mons. Sartori aiutò la congregazione dei Padri Cavanis ad aprire una nuova scuola a Possagno. Giovanni Battista Sartori morì il 18 luglio del 1858 a Possagno.

## Il Tempio di Possagno

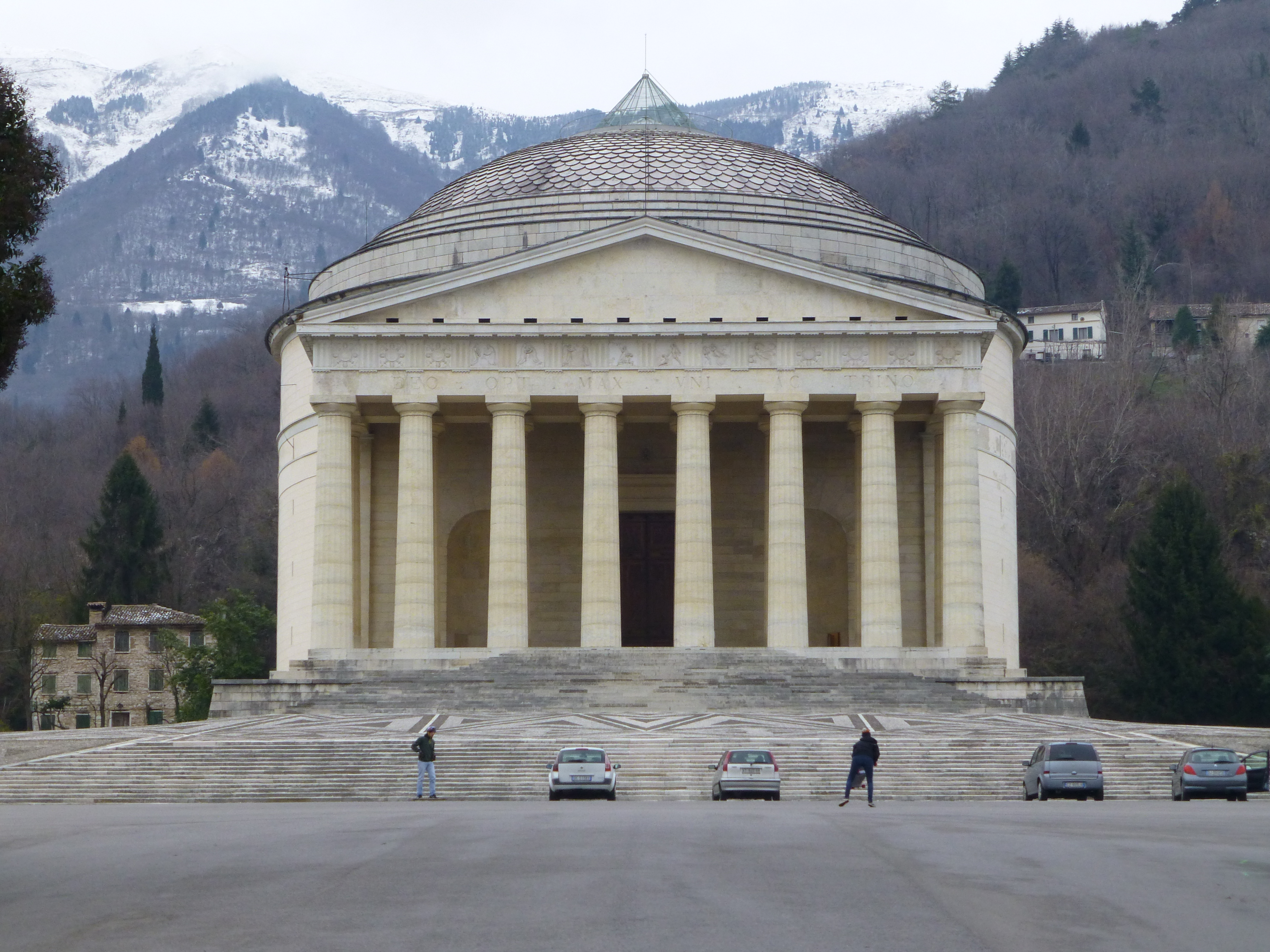
Il Tempio canoviano

L'11 luglio 1819 Antonio Canova fu a Possagno per la posa della prima pietra del Tempio, evento accompagnato da una festosa cerimonia. Di lì in avanti lo scultore non poté seguire i lavori della chiesa come avrebbe voluto soprattutto a causa della lontananza e della salute che, a poco a poco, lo stava abbandonando. Dal giorno della sua morte, 12 ottobre 1822, fu il fratello, l'abate Sartori, a occuparsi della grande fabbrica del Tempio. L'abate fu designato dallo scultore come l'unico in grado di portare a termine l'opera, in quanto non vi erano altri in possesso delle stesse conoscenze del progetto, del luogo e dell'importanza che quest'opera aveva per il Canova. Infatti, nel testamento del 1822 vi è la disposizione precisa che affida al fratello «l'obbligo di continuare compiere e abbellire, senza il menomo risparmio e nel più breve tempo possibile, il Tempio di Possagno». Mons. Sartori rispettò il volere del fratello portando a compimento la colossale opera nel 1833, anno questo dell'applicazione delle metope sul frontone. Grazie al titolo vescovile di cui fu insignito nel 1826 poté celebrare personalmente la cerimonia d'inaugurazione del magnifico Tempio, avvenuta il 7 maggio del 1832. L'abate Sartori, inoltre, decise che il Tempio avrebbe dovuto ospitare le spoglie del fratello e, in un secondo momento, anche le sue. Infine, il Tempio, per volere di Giovanni Battista Sartori, fu abbellito con una splendida gradinata e messo in risalto dalla costruzione di un grande piazzale circolare che lo cinge sfociando, poi, in un maestoso viale, detto «stradone». Queste operazioni furono realizzate fra il 1838 e il 1852 dall'architetto Giuseppe Segusini.

## La Gipsoteca
Nel 1829 il Sartori vendette lo studio romano del fratello e decise di trasportarne il contenuto, ossia opere di scultura (soprattutto gessi e bozzetti d'argilla), ma anche disegni, libri e mobilia, a Possagno. Arrivate su un pielago, tutte queste sculture ebbero bisogno di un nuovo contenitore. Nacque così la Gipsoteca: museo a forma di basilica romana, con una grande nicchia, posta a sud, rialzata di uno scalino, un soffitto a volte a botte cassettonata, diviso in tre sezioni da due tramezzi, di poco sporgenti dalle pareti, e con tre lucernari al centro di ogni volta. Il museo, che espone i gessi che lo scultore usava come modelli per i suoi celebri marmi, fu costruito al centro del giardino della casa dominicale di Antonio Canova, tra il 1834 e 1836, su progetto dell'architetto veneziano Francesco Lazzari. Anche quest'opera fu voluta da Sartori «affinché la patria di Canova non si senta interamente di averlo perduto!». Il museo divenne visitabile soltanto nel 1844, quando ogni statua fu dotata del suo piedistallo.

## Genealogia episcopale
La genealogia episcopale è:
- Cardinale Scipione Rebiba
- Cardinale Giulio Antonio Santori
- Cardinale Girolamo Bernerio, O.P.
- Arcivescovo Galeazzo Sanvitale
- Cardinale Ludovico Ludovisi
- Cardinale Luigi Caetani
- Cardinale Ulderico Carpegna
- Cardinale Paluzzo Paluzzi Altieri degli Albertoni
- Papa Benedetto XIII
- Papa Benedetto XIV
- Papa Clemente XIII
- Cardinale Marcantonio Colonna
- Cardinale Giacinto Sigismondo Gerdil, B.
- Cardinale Giulio Maria della Somaglia
- Cardinale Giacinto Placido Zurla, O.S.B.Cam.
- Vescovo Giovanni Battista Sartori